# Ferenc Pataki
Ferenc Pataki (Boedapest, 18 september 1917 - Boedapest, 25 april 1988) was een Hongaars turner. 
Pataki won tijdens de Olympische Zomerspelen 1948 de gouden medaille op de vloer en de bronzen medaille in de landenwedstrijd en op sprong.

## Resultaten

### Olympische Zomerspelen
| Jaar | Plaats   | Resultaten                                                     |
| ---- | -------- | -------------------------------------------------------------- |
| 1948 | Londen   | op de vloer in de landenwedstrijd op sprong 19e in de meerkamp |
| 1952 | Helsinki | 23e in de meerkamp 6e in de landenwedstrijd                    |

1932: István Pelle ·
1936: Georges Miez ·
1948: Ferenc Pataki ·
1952: William Thoresson ·
1956: Valentin Moeratov ·
1960: Nobuyuki Aihara ·
1964: Franco Menichelli ·
1968: Sawao Kato ·
1972: Nikolaj Andrianov ·
1976: Nikolaj Andrianov ·
1980: Roland Brückner ·
1984: Li Ning ·
1988: Sergei Charkow ·
1992: Li Xiaoshuang ·
1996: Ioannis Melissanidis ·
2000: Igors Vihrovs ·
2004: Kyle Shewfelt ·
2008: Zou Kai · 
2012: Zou Kai · 
2016: Max Whitlock · 
2020: Artem Dolgopyat · 
2024: Carlos Yulo